# Преградинка
Преградинка — посёлок в Благовещенском районе Алтайского края. Входит в состав Суворовского сельсовета.

## История
Основан в 1912 году. В 1928 году посёлок Преграденский состоял из 98 хозяйств, основное население — русские. В административном отношении находился в составе Суворовского сельсовета Благовещенского района Славгородского округа Сибирского края.

## Население
| 1997 | 1998 | 1999 | 2000 | 2001 | 2002 | 2003 |
| ---- | ---- | ---- | ---- | ---- | ---- | ---- |
| 438  | ↗446 | ↘444 | ↘424 | ↘409 | ↗427 | ↘424 |
| 2004 | 2005 | 2006 | 2007 | 2008 | 2009 | 2010 |
| ↘422 | ↗436 | ↘429 | ↘428 | ↘361 | ↗372 | ↘347 |
| 2011 | 2012 | 2013 |      |      |      |      |
| ↘344 | ↗347 | ↘336 |      |      |      |      |

## Улицы
- ул. Колесниковой,
- ул. Комсомольская,
- ул. Полтавская.